# Wood Quay
Wood Quay es un área situada en uno de los márgenes del río Liffey en la ciudad de Dublín y que constituyó uno de los más importantes asentamientos vikingos en la ciudad.
El Ayuntamiento de Dublín (Dublin City Council o Dublin Corporation como se le conocía hasta 2002) fue adquiriendo los terrenos que la componían en distintas fases entre 1950 y 1975 para finalmente anunciar que sería el lugar elegido para sus nuevas oficinas levantando una enorme polémica, ya que la construcción de las mismas iba a suponer la destrucción de uno de los lugares más emblemáticos de la ciudad.
Los descubrimientos realizados durante las excavaciones dieron lugar a enormes aunque a la postre inútiles campañas de protesta que pretendían presionar para evitar la construcción de lo que hoy en día es el emplazamiento de las oficinas centrales del Dublin City Council.
Los descubrimientos provenientes de Wood Quay pueden contemplarse en el Museo Nacional de Irlanda (National Museum of Ireland)